# De Dion-Bouton Type S
Der De Dion-Bouton Type S ist ein Pkw-Modell aus der Anfangszeit des 20. Jahrhunderts. Hersteller war De Dion-Bouton aus Frankreich.

## Beschreibung
Die Zulassung durch die nationale Zulassungsbehörde erfolgte am 18. Mai 1903. Als erstes Modell dieses Herstellers mit einem Zweizylindermotor hat es keinen Vorgänger.
Der Zweizylindermotor hat 100 mm Bohrung, 110 mm Hub, 1728 cm³ Hubraum, war damals in Frankreich mit 12 Cheval fiscal (Steuer-PS) eingestuft und leistet etwa genauso viel PS. Er ist vorne im Fahrgestell montiert und treibt über ein Dreiganggetriebe und eine Kardanwelle die Hinterräder an. Der Wasserkühler befindet sich unterhalb der Motorhaube vor der Vorderachse. Die Hinterachse ist eine De-Dion-Achse.
Die Basis bildet ein Rohrrahmen. Die Rohre an den Längsseiten verlaufen parallel zueinander. Das schränkt den Lenkeinschlag der Vorderräder ein. Der Radstand beträgt wahlweise 2080 mm oder 2460 mm, die Spurweite 1270 mm. Als Fahrgestellmaße sind 3350 mm bzw. 3810 mm als Länge und 1600 cm als Breits angegeben. Die lange Ausführung war erst 1904 erhältlich. Vorder- und Hinterräder haben einheitlich zwölf Speichen.
Bekannt sind Aufbauten als Phaeton, Tonneau, Doppelphaeton, Coupé und Landaulet.
Das Modell wurde bis 1904 produziert. Nachfolger wurde der Type AC, der am 6. Januar 1905 seine Zulassung erhielt.